# Slavětice
Slavětice är en ort i Tjeckien.   Den ligger i regionen Vysočina, i den sydöstra delen av landet, 160 km sydost om huvudstaden Prag. Slavětice ligger 382 meter över havet och antalet invånare är 235.
Terrängen runt Slavětice är platt. Runt Slavětice är det ganska glesbefolkat, med 38 invånare per kvadratkilometer. Närmaste större samhälle är Ivančice, 19,5 km öster om Slavětice. Trakten runt Slavětice består till största delen av jordbruksmark.